# Polarn O. Pyret
Polarn O. Pyret är en internationell klädkedja med drygt 100 egna butiker och e-handel samt genom franchise på tio marknader. I Sverige har kedjan ca 60 butiker. Företaget fokuserar på barn- och mammakläder. Klädkedjan är bland annat känd för sin randiga bomullstrikå. Den så kallade randrapporten är unik för Polarn O. Pyret och formgavs 1975 av Gunila Axén.
2021 sålde modekoncernen Retail and Brands Polarn O. Pyret till investmentbolaget Procuritas. Köpeskillingen uppgick preliminärt till 330 miljoner kronor

## Historia
Företaget har sin grund i AB Nils Adamssons Sjukvårdaffär som grundades 1909. Den sålde bland annat sjukvårdsartiklar och kondomer. Efterhand började även barnkläder under namnet Pyret att säljas.
På 1970-talet såldes preventivmedelsdelen av företaget och sjukvårdsartikeldelen avvecklades. Av vad som var kvar bildades Polarn O. Pyret under Katarina af Klintberg som ledde företaget först som marknadschef från och med 1974 och därefter som VD från 1976 till 1983. Polarn O. Pyret påbörjade sin expansion utomlands 2003 och de största marknaderna utanför Sverige är Norge följt av Finland.